# DENND1A
DENND1A‏ (DENN domain containing 1A) هوَ بروتين يُشَفر بواسطة جين DENND1A في الإنسان.